# Narrabri Airport
Narrabri Airport är en flygplats i Australien. Den ligger i kommunen Narrabri och delstaten New South Wales, i den sydöstra delen av landet, omkring 410 kilometer norr om delstatshuvudstaden Sydney.
Trakten runt Narrabri Airport är nära nog obefolkad, med mindre än två invånare per kvadratkilometer.. Närmaste större samhälle är Narrabri, nära Narrabri Airport.
Omgivningarna runt Narrabri Airport är i huvudsak ett öppet busklandskap.  Genomsnittlig årsnederbörd är 692 millimeter. Den regnigaste månaden är januari, med i genomsnitt 115 mm nederbörd, och den torraste är oktober, med 10 mm nederbörd.